# Mutsuhiro Shiohata
Mutsuhiro Shiohata (en japonés: 塩幡 睦大, Shiohata Mutsuhiro; Ibaraki, 21 de octubre de 1997) es un deportista japonés que compite en parkour.
Ganó una medalla de plata en el Campeonato Mundial de Parkour de 2024, en la prueba de estilo libre. Además, consiguió una medalla de oro en los Juegos Mundiales de 2025.

## Palmarés internacional
| Campeonato Mundial | Campeonato Mundial | Campeonato Mundial | Campeonato Mundial |
| Año                | Lugar              | Medalla            | Prueba             |
| ------------------ | ------------------ | ------------------ | ------------------ |
| 2024               | Kitakyushu (Japón) | Medalla de plata   | Estilo libre       |